# Capella (plaats)
Capella is een plaats in de Australische deelstaat Queensland en telt 796 inwoners (2006). De economie van het dorp is voornamelijk gebaseerd op mijnbouw. De zinspreuk van het dorp is: 'Consider Capella'. Er is op zich weinig te doen. De burgemeester van het dorp is niet bekend, maar werkt waarschijnlijk in een mijn.